# Paradysstroma
Paradysstroma là một chi bướm đêm thuộc họ Geometridae.